# Falcileptoneta higoensis
Falcileptoneta higoensis là một loài nhện trong họ Leptonetidae.
Loài này thuộc chi Falcileptoneta. Falcileptoneta higoensis được miêu tả năm 2003 bởi Irie & Ono.